# Escola pra Cachorro
Escola pra cachorro (em inglês Doggy Day School) é uma série de desenho animado brasileira e canadense produzida pelas produtoras Mixer (Brasil) e a Cité-Amerique (Canadá). O estúdio de animação Lightstar Studios, localizada em Santos, no litoral de São Paulo produziu o animação da primeira e segunda temporadas além de ser responsável pela direção de Marcelo Fernandes de Moura. Os episódios mostram cinco cãezinhos que passam o dia em uma "creche" para animais, onde brincam, aprendem e fazem amizades. O desenho é veiculado no Brasil pela TV Rá-Tim-Bum e também pelo NatGeo Kids.
Passou a ser exibido na TV Brasil a partir de 18 de abril de 2011.

## Ligações externos
- Site Oficial
- "Escola Pra cachorro ganha uma segunda temporada" - Acessado em 12 de Julho de 2010.